# شهرستان سویشتوف
شهرستان سویشتوف (به بلغاری: Svishtov Municipality) یک شهرستان در بلغارستان است که در استان ولیکو تارنوو واقع شده‌است. شهرستان سویشتوف ۶۲۵٫۵ کیلومتر مربع مساحت و ۴۹٬۸۱۷ نفر جمعیت دارد.

## خواهرخوانده
شهر دنبیتسا خواهرخواندهٔ شهرستان سویشتوف هست.